# تاديوس بولغارين
تاديوس فينيديكتوفيتش بولغارين (بالروسية: Фаддей Венедиктович Булгарин) هو كاتب وصحفي وروائي روسي من أصل بولندي ولد في يوم 5 يوليو 1789 في منسك لأب بولندي الأصل وأم روسية. تنقل عبر أوروبا في بروسيا وليتوانيا وبولندا وفنلندا وبلغاريا. وكان واحد من ألذين ينشرون الأخبار أثناء الحروب النابليونية. نشرت رواياته بمختلف اللغات واشتهر برواية ديمتري المزيف وألتي أعجب بها والتر سكوت. توفي يوم 13 سبتمبر 1859.